# Natural History Museum at Tring

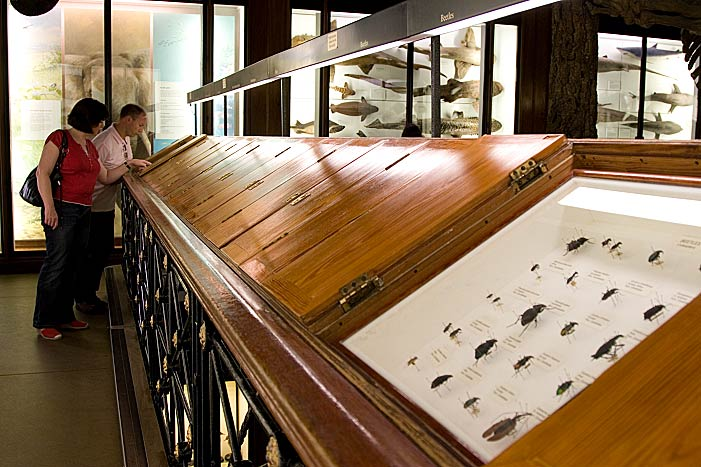
Ausstellungsraum im Natural History Museum at Tring

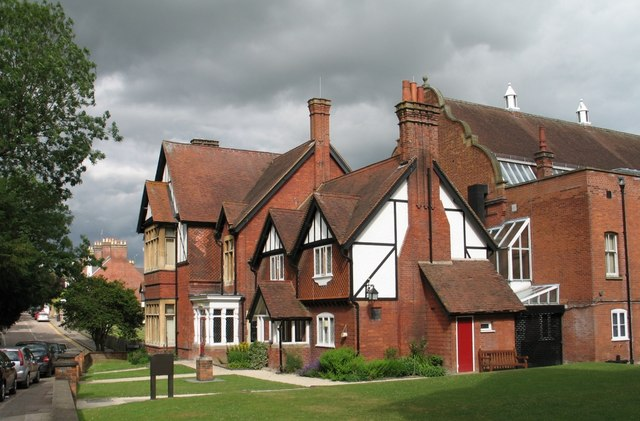
Das Natural History Museum at Tring

Das Natural History Museum at Tring war unter dem Namen Walter Rothschild Zoological Museum bis 1937 das Privatmuseum von Walter Rothschild, 2. Baron Rothschild und befindet sich auf dem Anwesen des ehemaligen Rothschild-Familiensitzes im Tring Park, Tring, Hertfordshire im Vereinigten Königreich. In diesem Museum, das 1892 für die Öffentlichkeit geöffnet wurde, trug Rothschild seine enorme Sammlung von Tierpräparaten zusammen. Es beherbergt, nach weitgehend übereinstimmender Expertenmeinung, eine der schönsten Sammlungen von ausgestopften Vögeln, Säugetieren, Reptilien und Insektenpräparaten im Vereinigten Königreich. 2019 wurde das Natural History Museum von rund 152.000 Personen besucht. 2024 betrug die Besucherzahl etwa 151.000 Personen.
Das Museum liegt an der Akeman Street in Tring, Hertfordshire, HP23 6AP.
Die umfangreiche Sammlung, die in mehreren Räumen untergebracht ist, beinhaltet ausgestorbene Tierarten wie das Quagga, den Beutelwolf, den Riesenalk sowie Rekonstruktionen des Moas und des Dodos. Kuriositäten beinhalten Hybride und Beispiele mit einer abnormen Färbung. Die zur Schau gestellten Hunde wurden nach dem Zweiten Weltkrieg vom Natural History Museum, South Kensington, London ins Rothschild Zoological Museum verlagert. In dieser Ausstellung wird gezeigt, wie Haushunde durch selektierte Zucht ihre Gestalt verändern. Sie beinhaltet Russische und Mexikanische Schoßhunde sowie die Greyhounds.

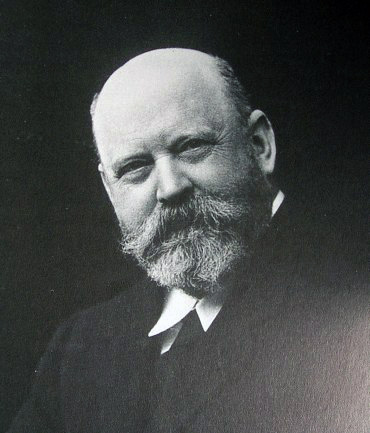
Walter Rothschild, 2. Baron Rothschild, der Gründer des Museums

Wegen finanzieller Schwierigkeiten Rothschilds musste 1932 ein großer Teil der Sammlung an das American Museum of Natural History verkauft werden. Der verbliebene Teil ging 1937 an das Natural History Museum über. Im April 2007 wurde der Name des Museums in Natural History Museum at Tring geändert.
Im Museum befinden sich ornithologische Forschungssammlungen (Bird Group, Department of Zoology) und die ornithologische Bibliothek (Department of Library and Information Services) des Natural History Museum, aber diese sind nicht für die Öffentlichkeit zugänglich. Des Weiteren hat die British Ornithologists’ Union ihren Hauptsitz auf dem Museumsgelände.
Es gibt das ganze Jahr kleine themenbezogene Ausstellungen, wo Ausstellungsstücke präsentiert werden, die normalerweise nicht gezeigt werden.
Das Museum ist gut per Auto erreichbar. Der nächste Bahnhof befindet sich 3 km von Tring entfernt. Laut Museumspersonal wollte Rothschild keine vorbeifahrenden Züge in seiner Nähe haben, weil der Zuglärm sonst Unruhe in seiner Menagerie verursacht hätte. Der Exzentriker Rothschild war bekannt dafür, dass er die Strecke vom Museum zum Bahnhof in einer Kutsche zurücklegte, die von einem Zebragespann gezogen wurde. Auf Rothschilds Liebe zu Zebras weist auch das Zebra-Cafe im Museum hin, in dem Fotos von dressierten Zebras gezeigt werden. Rothschild züchtete Hybride aus Zebras und Pferden (Zebroide). Ein ausgestopftes Zebroid-Fohlen ist im Museum ausgestellt.
Da Walter Rothschild so schnell neues Material sammelte, dass es kaum noch bearbeitet werden konnte, wurde von 1894 bis 1939 mit den Novitates Zoologicae eine eigene wissenschaftliche Zeitschrift für das Museum von Ernst Hartert and Karl Jordan herausgegeben, in welcher über 1700 wissenschaftliche Bücher und Artikel vorgestellt und über 5000 neue Tierarten beschrieben wurden.

## Exponate

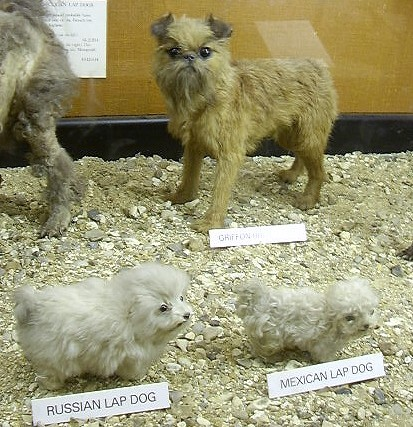
Russische und Mexikanische Schoßhunde (Welpen)
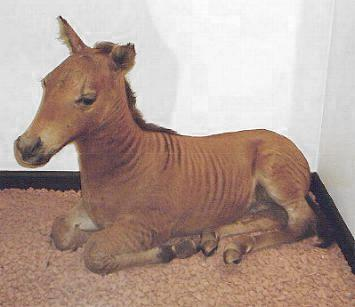
Zebroid-Fohlen
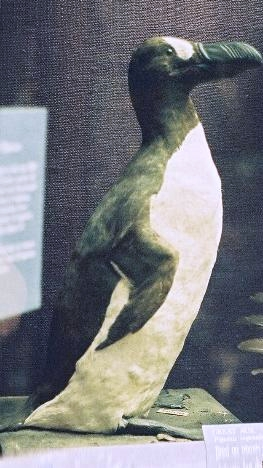
Riesenalk
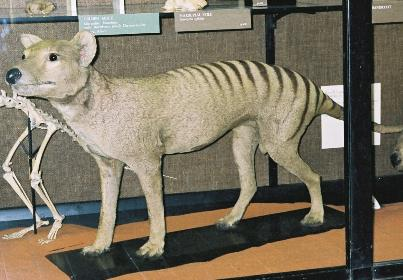
Tasmanischer Wolf oder Beutelwolf